# Alderetes
La ciudad de Alderetes está ubicada en el departamento Cruz Alta en la Provincia de Tucumán, Argentina. Forma parte del conglomerado del Gran San Miguel de Tucumán, y está situada al Este, a 7 km. de la capital tucumana; habiendo sido erigida en Municipalidad por Ley provincial N.º 5.744, el 1 de enero de 1987, bajo el Gobierno Provincial de Fernando Riera y el gobierno local interino de Miguel Ángel Fecha y Delegado Normalizador, Federico Oscar García Galeano.
Según el Censo del INDEC (Instituto Nacional de Estadísticas y Censos) 2010, Alderetes cuenta con 41 947 habitantes, esta magnitud la sitúa como la 5º unidad más poblada del Gran San Miguel de Tucumán.
El INDEC considera a la ciudad de Alderetes compuesta por tres localidades:
- Alderetes
- El Corte
- Los Gutiérrez

En 1970 estos parajes fueron unificados en una sola jurisdicción por el Delegado Comunal de aquel entonces, Marcelino Salomón Rodríguez.
La población de Alderetes, sin las otras dos localidades, alcanza los 18,076 habitantes (Indec, 2001), lo que representa un incremento del 105,9% frente a los 8,780 habitantes (Indec, 1991) del censo anterior.
Bibliografía sobre la historia de la ciudad de Alderetes: "Alderetes: Historia de un Pueblo Convertido en Ciudad", del Prof. Humberto Omar Pacheco (febrero de 1994), quien realizó investigaciones y estudios desde la Etapa Precolombina hasta 1994, y "Alderetes, la ciudad que nunca duerme". de Patricio Bernabé Juárez, quien realizó sus investigaciones desde 1994 hasta la actualidad. Con motivo del Bicentenario de la Independencia, en el año 2016, el Gobierno de Tucumán presentó, el 28 de septiembre de 2017, la publicación "Historia del Municipio de Alderetes" del Dr. Daniel Antonio Jiménez, edición que integra, junto a otras ciudades de la Provincia, la colección Historia de los Municipios de Tucumán, siglos XIX y XX.

## Ubicación Geográfica
Dista 7 km. al este de San Miguel de Tucumán, en el Departamento Cruz Alta.
Se vincula con la Capital de la Provincia a través de la autopista que lleva al Aeropuerto Benjamín Matienzo.
Altura sobre el Nivel del Mar: 443 m.s.n.m.
Límites: Norte, Comuna de El Chañar, Dpto. Burruyacú; al sur con la avenida Alejandro Heredia, que la separa de la ciudad Banda del Río Salí; Oeste, el Río Salí, que la separa de San Miguel de Tucumán; al Este, las
Comunas de La Florida-Luisiana, Cevil Pozo, Delfín Gallo y Colombres.
Superficie: 52 km²
Código Postal: 4178
Alderetes se erige a ambos lados de la actual Ruta Provincial N° 304 ó Av. Rivadavia-Av. Eva Perón, anteriormente denominada Gral. San Martín, que divide a la ciudad en Este y Oeste. La Autopista Juan D. Perón la separa en los sectores Norte y Sur, dicha autopista AO16 une San Miguel Tucumán con el Aeropuerto Internacional Benjamín Matienzo.
Según su sostenido crecimiento demográfico experimentado en los últimos años, es una de las zonas de mayor crecimiento de la provincia, actualmente, con más de 80 barrios. Dependen de su jurisdicción, en las zonas aledañas, los barrios El Corte, Los Gutiérrez y Las Piedritas.

## Economías
Actividades Económicas: hacia el Norte, cultivos de citrus, caña de azúcar, industrias algodoneras textiles (TN Platex, anteriormente denominadas PAC, Pol Ambrosio y San Nicolás), además de la explotación de áridos y suelos propicios para la fabricación de ladrillos artesanal en muchas "cortadas". En el Centro: zonas residencial y comercial. Zona Sur: FIDENSA (Frigorífico del Norte S.A.), Silos de trigo Molvert y curtiembre Mendilaharzu, industrias metalúrgicas, de productos alimenticios y el extinto ingenio azucarero de familia Mendibil. 
Se brindan los Servicios de Agua Potable, Electricidad, Telefonía Móvil y Fija, Gas Natural, Internet. También los Servicios Públicos de Transporte de Pasajeros: líneas de Ómnibus 121,122,124, Agencias de Taxis Belgrano, Alderetes, La Nueva, La Plaza y Güemes.
En esta ciudad llevan a cabo sus actividades las Empresas de Transporte de Carga Pesada: La Sevillanita, IVECO Ortega Camiones, Hacha de Piedra y emprendimientos familiares de transportistas.
Así también se asientan Empresas y comercios de diferentes rubros: Supermercados Rivadavia, Doña Maga, Milhen Hnos, farmacias, ferreterias, salones de fiestas, venta de productos alimenticios, vestimenta y calzado.

## Historia
Redacción: Patricio Bernabé Juárez
Los Primeros Habitantes
Los primeros habitantes de esta región fueron los indios "Nunes" provenientes de tribus de Lules y Tonocotés, quienes se asentaron en la región Nordeste de Tucumán, en la unión de los actuales departamentos Cruz Alta y Burruyacú, en los sectores de Boca del Tigre, La Calera y Fagalde.
Los nativos estaban organizados en clanes y se dedicaban a la agricultura; fueron prominentes las guerras entre tribus, de allí el nombre del paraje de Boca del Tigre, lugar donde se llevaban a cabo emboscadas contra las tribus enemigas.
Estos pueblos aborígenes serían conquistados por los españoles en el Siglo XVI.
En 1544 Diego de Rojas ingresa a Tucumán por orden del Gobierno colonial de Cuzco, Perú, con un ejército español con el fin de extender los territorios que constituirán el Virreinato del Río de la Plata, del que fue parte el actual territorio argentino.
Un hecho trascendental ocurrió el 31 de mayo de 1565 cuando Diego de Villarroel fundó la ciudad de "San Miguel de Tucumán y Nueva Tierra de Promisión", en el paraje llamado Ibatín, cercano a la actual ciudad de Monteros; el 29 de septiembre de 1685, sería trasladada a un lugar denominado La Toma, al Oeste del Río Salí, su actual emplazamiento,  .. Entre otras, las causas del traslado fueron las malas condiciones climáticas que vivían los vecinos y el Corrimiento del Camino Real.
En ese contexto fundacional, el actual territorio de Alderetes pertenecía a la quinta de Ávila, al Este del Rio Salí y de la ciudad de Tucumán, al sur de Barranca Colorada.
Alderetes debe su nombre a una de las primeras familias que se asentaron en el naciente poblado,   propietarios de la posta-pulpería de los Hermanos Alderetes, José María y Miguel, establecimiento donde se hospedaban a los viajeros que transitaban por el Camino de Burruyacú.
Destacamos que este emplazamiento rural tendrá como autoridad a Don Francisco Alderete quién fue Alcalde de Hermandad designado en 1696,, paraje que fue poblándose por españoles terratenientes y aborígenes de Tucumán, Santiago del Estero y Chaco que vinieron a trabajar la tierra.
La principal ocupación de la gente de este poblado fue, además de la agricultura, ayudar a los viajeros a cruzar el histórico Río Grande de Tucumán, actualmente Rio Salí,; se ganaban la vida colaborando como “baqueanos”, utilizando postes, lazos y mulas especialmente adiestradas para cruzar las aguas.
Al ser un paso seguro por el Rio Salí, Alderetes fue punto de descanso y albergue de nuestros grandes próceres de la Independencia, entre ellos Belgrano, San Martín y Güemes y paso obligado para las tropas del Ejército del Norte., que combatieron en la Batalla de Tucumán de 1812.
Hacia 1822 los hermanos Alderete tuvieron que cerrar la pulpería debido a una ordenanza del Cabildo de Tucumán; por consecuencia dicha familia emigró a Santiago del Estero quedando su apellido (en plural) como denominador del poblado establecido a la vera del "camino de carretas y postas" de Burruyacú.
La Batalla de Tucumán
El 24 de septiembre de 1812, se libró en el Campo de las Carreras, la decisiva Batalla de Tucumán, donde las huestes del Ejército realista de Pío Tristán se encontraron con el Ejército del Norte al mando del General Manuel Belgrano, quien, al triunfar en la batalla, adjudicó el triunfo a Nuestra Señora de la Merced, nombrándola Virgen Generala del Ejército Argentino y entregándole su bastón.
Luego de la Revolución de mayo de 1810, las Provincias Unidas del Río de la Plata deciden su autonomía política del Reino de España; para ello el Gobierno central convoca al Congreso de las Provincias Unidas del Rio de la Plata, quienes, el "9 de julio de 1816" firmaron la Declaración de la Independencia Nacional en Tucumán, dando inicio al proceso de constitución del Estado Argentino.
Alderetes fue consolidándose demográficamnte con españoles, criollos y aborígenes provenientes del Chaco, quienes desempeñaban sus tareas diarias de cultivo de caña de azúcar, primer industria nacional, promovida por el Obispo José Eusebio Colombres.
Durante el Siglo XIX, Alderetes será testigo, entre otros hechos trascendentes para la Nación,  de los procesos de conflicto entre Unitarios y Federales, la sanción de la Constitución Nacional en 1853 y las Presidencias conservadoras.
En las últimas décadas del siglo XIX, fue Gobernador de Tucumán, Celedonio Gutiérrez, caudillo federal del interior tucumano, quien tenía su casa-quinta en la localidad de Los Gutiérrez; como primer mandatario de la provincia, promovió la agricultura, el desarrollo de la Educación, la creación de caminos y el progreso en general. En su homenaje la Escuela de la zona lleva su nombre.
Durante la Presidencia del tucumano Dr. Nicolás Avellaneda, cuyo lema alberdiano fue "Gobernar es Poblar", se produjo una fuerte inmigración a Argentina, entre otros, de asiáticos y europeos que huían de la Primera Guerra Mundial y de la Caída del Imperio Turco-Otomano.
Inmigraron y poblaron la actual ciudad de Alderetes tres corrientes bien identificadas: árabes, españoles e italianos.
Al finalizar la mencionada centuria se crea, en 1860, la primera Escuela de Varones, que en 1914 se denominará Escuela Fray Manuel Pérez. En agosto de 1861 el Gobierno Provincial crea la Villa de Alderetes, una de las primeras villas veraniegas de Tucumán.
En 1888 es delineada y amojonada la "Villa de Alderetes," por el Departamento Topográfico Provincial, quien mando edificar los edificios del Juzgado de Paz y Comisaría.
En 1891 llega el Ferrocarril Buenos Aires-Rosario; de esta manera se organiza la estación de trenes, ubicada próximo a la Ruta Provincial 304; al costado de las vías del tren se ubicarán los corrales para el ganado bovino, principalmente, ganado que es conducido hasta los mataderos y frigoríficos de la localidad.
En 1889 se construye el primer edificio de la Escuela N.º 110 Celedonio Gutiérrez; en 1894 es delineada la Plaza 24 de Septiembre y, en 1899, es bendecido, el 2 de abril, el Templo Parroquia Sagrada Familia, obra construida por impulso del Padre Jucundo Guevara, cuyos restos están sepultados en el atrio de dicho templo.
EL SIGLO XX
Durante este nuevo siglo, Alderetes vivirá grandes avances económicos, sociales, tecnológicos y culturales: la llegada del Ferrocarril, el Correo Postal, el automóvil, emprendimientos de ramos generales, Supermercados, Medios de Comunicación, nuevos barrios, nuevas calles, entre otros.
Durante este siglo se producirá el nacimiento de importantes aportes culturales y medios de comunicación como el Cine Belgrano, la Emisora Su Radio Amiga, los Programas de Televisión y Radio, las páginas de Internet de nuestra ciudad.
Las décadas del 1930 y el 1940 experimentaron el auge del fútbol como deporte, con el surgimiento de clubes como Belgrano (en el mismo lugar del actual Ateneo Parroquial) y Liverpool, en Bº El Corte.
En 1944 surge el Club Social y Deportivo “Villa de Alderetes” siendo uno de las primeros y de más larga trayectoria del departamento de Cruz Alta.
En 1949 se funda el Centro Cultural y Católico General Manuel Belgrano que tendría un papel muy activo en todos los aspectos de la sociedad alderetense, pero que desapareció en 1976 tras un periodo de franca decadencia.
La organización política-administrativa de Alderetes fue sucesivamente cubierta por la siguientes Instituciones: Comisión de Higiene y Fomento, Comisión de Higiene y Caminos y Villa de Alderetes.
En 1951,por Ley Provincial promulgada por el Gobernador Fernando Riera,la Villa de Alderetes es convertida en Comuna Rural,, 
En 1969 abre sus puertas el Colegio San Vicente de Paúl, fundado por el Padre Santiago Villena y la Comisión de Mayores de Acción Católica.
En 1977 se construye el edificio de la Delegación Comunal, actual Municipalidad, obra impulsada por, el entonces Delegado Comunal,Marcelino Salomón Rodríguez.
Entre 1976 y 1983 se llevó a cabo el Proceso de Reorganización Nacional, la última Dictadura Militar, con un gobierno provincial de facto, que impulsó obras civiles en esta localidad, como la construcción de viviendas, del actual Barrio Nicolás Avellaneda, así también en este período fue el impulso de los Clubes Gustavo Alderete y Club Belgrano.
En la Guerra de Malvinas de 1982, participó el ex combatiente Juan Avellaneda.
En Abril de 1983 se funda el Club Ateneo Parroquial Alderetes, el 2 de Septiembre de dicho año, el Instituto Privado Rivadavia.. Así también fue el retorno a la Democracia en nuestro país, con la participación de comité de la UCR, unidad básica del PJ, entre otros partidos políticos, que promovieron la participación ciudadana, triunfando y asumiendo en la Presidencia el Dr. Raúl Alfonsín.
MUNICIPIO-CIUDAD
En 1987, por Ley Provincial N°5.744 del 1° de enero de 1987, durante el Gobierno de Fernando Riera, la Comuna de Alderetes es convertida en Municipio de 2º Categoría, en este período fueron intendentes interinos Miguel Angel Fecha y Federico Oscar García Galeano.

El 8 de abril de 1987, realizó la Visita Apostólica el Papa San Juan Pablo II a Tucumán; presidió aquella histórica ceremonia en el Aeropuerto la cruz de estructura metálica, denominada Cruz Papal, bendecida por el sumo pontífice, la misma se encuentra ubicado en el ingreso a la ciudad.
En 1987 resultó elegido por, por el sistema de Colegio Electoral, el Gobernador de Tucumán Fernando Riera; el 6 de septiembre de 1987, fue propuesto al Colegio Electoral y designado por el Gobierno provincial, el primer Intendente Mario Orlando "Tigre" Sandoval; (1987-1991), posteriormente, y luego de la gobernación de Domato y de la Intervención Federal de Julio César "Chiche" Áraoz, se realizaron las primeras elecciones mediante voto popular, de acuerdo a la Constitución de 1990. Resultó elegido Ramón "Palito" Ortega como gobernador y el Dr. Ismael Kamel como  Intendente de Alderetes, (1991-1995); después se sucedieron el Gobierno provincial de Antonio Bussi y la intendencia de Marcos Luis Varvaro durante los años 1995-1999; posterior a ello fueron elegidos como Gobernador Julio Miranda y Héctor Aldo Salomón como Intendente,  (1999-2003).
Posterior a la crisis institucional nacional de 2001, se convocaron a elecciones en la provincia de Tucumán, resultando electos el Gobernador CPN José Alperovich y Julio Fabio Silman como Intendente, ambos funcionarios para los períodos 2003-2007, y. mediante la Reforma Constitucional, reelectos para los períodos 2007-2011 y 2011-2015.
Cabe destacar que en 2003, también fueron elegidos legisladores Provinciales: Héctor Aldo Salomón del Frente Fundacional y Francisco Torres de Fuerza Republicana, último completo el mandato de diputado nacional de Ricardo Bussi, en la Cámara Baja de la Nación.
En el año 2006, se realizó la Reforma de la Constitución Provincial de Tucumán que incorporó los derechos de los pueblos aborígenes, revalorizó el régimen municipal, introdujo cambios en la composición y funciones de los poderes ejecutivo, legislativo y judicial.
Tras las elecciones de 2007 fueron elegidos los legisladores Andrés Galván y Graciela Gutiérrez. 
En 2010 se crea el ya extinto canal de televisión por aire 13 TCA Televisora Ciudad de Alderetes.
Tras las elecciones de 2015, fueron elegidos Gobernador de Tucumán, el Dr. Juan Manzur, el CPN Osvaldo Jaldo como Vicegobernador, como Legislador, Julio Silman; y Sergio Ernesto Venegas, como Intendente de Alderetes, para el período 2015-2019 y a nivel nacional, tras el proceso de balotaje, entre Mauricio Macri y Daniel Scioli, fue elegido el primero, por el Frente Cambiemos.
En el proceso electoral de 2019, lograron la reelección el Gobernador Juan Manzur y Vicegobernador Osvaldo Jaldo, siendo electos legisladores por el Este, y oriundos de esta localidad, Paula Galván, Graciela Gutiérrez y Julio Silman, para el Municipio de Alderetes, fue elegido Intendente, Héctor Aldo Salomón.
Tras las elecciones nacionales del 27 de octubre de 2019, se impuso por mayoría de votos y en primera vuelta, la fórmula presidencial del Frente de Todos, Alberto Fernández-Cristina Fernández de Kirchner sobre la fórmula del Frente Juntos por el Cambio, Mauricio Macri-Miguel Pichetto.
Las nuevas autoridades nacionales asumieron el 10 de diciembre de 2019, según la Constitución, destacando como dato, Macri es el primer presidente no peronista que termina su mandato y que no es reelecto.
El 3 de Noviembre de 2019, asumió la intendencia Héctor Aldo Salomón, inaugurando una nueva etapa política-institucional junto al Concejo Deliberante.
Tras las elecciones provinciales del 11 de Junio de 2023, fue elegido Gobernador de Tucumán CPN Osvaldo Jaldo y Vicegobernador CPN Miguel Acevedo, como la formula más votada, siendo oriundos de Alderetes, llegaron a las bancas legislativas, Aldo Salomón y Paula Galván.
La municipalidad es liderada por Graciela Gutiérrez de Salomón, quien triunfó en las últimas elecciones y fue presentada el 3 de julio de ese año, como la primera Intendenta, asumió su función el 30 de Octubre de 2023.
Se destacan como obras de la actual gestión municipal: revalorización de Plaza 24 de Septiembre, Plazoleta Los Pinos-Democracia, Plaza B° CGT, Hospital Modular, inauguración del nuevo edificio de Juzgado de Paz, platabanda e iluminación de Av. Eva Perón, platabanda e iluminación Av. Rivadavia altura 2.000, Los Gutiérrez, pavimentación de arterias internas, pozos de aguas, Punto Digital, puesta en valor Estación de Ferrocarril FFCC Gral. Mitre y paseo temático Papa San Juan Pablo II, que incluye la cruz metálica, recuerdo de la visita apostólica de 1987.  
EVOLUCIÓN SOCIAL Y ECONOMICA
Desde 1987 Alderetes fue creciendo demográficamente hasta actualmente constituir más de 80 barrios.
Durante el proceso de 1989-2001, la Nación, durante las Presidencias de Alfonsín, Menem y De la Rúa, experimentará el denominado "Período del Neoliberaberalismo", sistema con una economía de mercado contraproducente para el país, con el consecuente cierre de fábricas, la especulación financiera y miles de familias en situación de desempleo, entre otras cuestiones padecidas por la población de todo el país. Esto no obstó para que las Intendencias, desde 1987 hasta 2003, obtuvieran algunos logros, con algunos avances en la urbanización, por ejemplo Alumbrado Público, la creación del CAPS Nuestra Señora del Rosario (El Corte), el Centro de Jubilados y Pensionados, la fundación del Club Municipal, entre otros.
En 2001, Argentina cae en la peor crisis institucional, social y económica de su historia; durante las jornadas del 19 y 20 de diciembre fueron saqueados supermercados de la ciudad, producto de aquel conflicto social.
Desde 2003 hasta el presente se instaura un nuevo modelo económico y social del país, se fueron recuperando el tejido social y reactivando las economías de la localidad. Hubo una fuerte inversión en Infraestructura: cordón cuneta y pavimento articulado en los distintos barrios, extensión de la Red de Gas Natural, perforación de pozos de Agua Potable, extensión de la Red de Alumbrado Público, Repavimentación del Casco Céntrico, Repavimentación de Ruta Provincial N.º 304, Avenidas Eva Perón - Rivadavia, Campos Deportivos, Edificios de Acción Social, Oficina de Empleo, CDR (Centro de Documentación Rápida), Honorable Concejo Deliberante, Biblioteca Municipal Prof. Humberto O. Pacheco, etc.
En materia de salud se acondicionó el edificio donde funciona el Área Operativa SIPROSA; se trasladó el CAPS central Alderetes a su actual emplazamiento; se remodelaron los antiguos dispensarios municipales que pasaron a ser provinciales, denominados CAPS (Centros de Atención Primaria de la Salud), pertenecientes al SIPROSA (Sistema Provincial de Salud), Área Programática Este.
Consecuencia de las gestiones ante el Ministerio de Educación Provincial se construyeron aulas para las Escuelas de Nivel Primario: Fray Manuel Pérez, N.º 110 Celedonio Gutiérrez, N.º 284 Rep. de México (Las Piedritas); edificios nuevos para la Escuela Divino Niño; y, para la implementación del Nivel Secundario Obligatorio, se erigieron los edificios para las Escuelas de Nivel Medio en la localidad de Los Gútierrez, la Secundaria de Bº Rincón del Este y Media de Bº El Corte.
En el área de Seguridad, el Municipio coordina diversas actividades con la Policía de Tucumán; refacción de edificios de Comisarías, compras de vehículos para el Servicio 911, creación del servicio PLA (Policía Local Alderetes), con un equipo de preventores, ampliación del parque automotor, un sistema de comunicación para la prevención del delito, en un sostenido trabajo en articulación con las Fuerzas de Seguridad.
Así también en materia de Seguridad Vial, con la ampliación del personal de tránsito y la via pública.
En el 2020, la OMS Organización Mundial de la Salud declara a nivel internacional la pandemia del Coronavirus, en la que Argentina vive una emergencia sanitaria, en la provincia, y en particular, en la localidad de Alderetes, se trabaja en articulación con los estados nacional y provincial, en la coordinación de acciones pertinentes a la situación.
El municipio con apoyo del gobierno nacional y provincial llevó adelante la instalación de un hospital modular, cabe destacar la visita del por entonces Ministro de la Salud de la Nación, Dr. Ginés González García, que anunció la construcción de un hospital regional en la localidad.
Así también se realizaron repavimentación en calles Caseros y San Martín, calle Ayacucho, recuperación de espacios verdes con sendas peatonales y rampas, compra de camiones compactadores de residuos urbanos, móvil para personas con discapacidad, la instalación de nuevos complejos semafóricos, centro de monitoreo y cámaras de seguridad, centro de documentación rápida y la gestión de la filial de ANSES.
Cabe destacar una gestión trascendental, como lo es el Sistema de Desagües Cloacales, obra en conjunto de las ciudades hermanas de Alderetes y Banda del Rio Salí, con planta de tratamiento en San Andrés, cuya contrato de obra se firmó el 21 de Abril de 2021.
Dicha obra de envergadura permitirá el desarrollo económico-social de la región este de Tucumán, con un sistema sanitario para una población de más de 200.000 habitantes, y un servicio esencial para la instalación de industrias y comercios.
Se puede conseguir bibliografía sobre la historia de la ciudad de Alderetes: "Alderetes: Historia de un Pueblo Convertido en Ciudad", del Prof. Humberto Omar Pacheco (febrero de 1994), quien realizó investigaciones y estudios desde la Etapa Precolombina hasta 1994, y "Alderetes, la ciudad que nunca duerme". de Patricio Bernabé Juárez, quien realizó sus investigaciones desde 1994 hasta la actualidad. Con motivo del Bicentenario de la Independencia, en el año 2016, el Gobierno de Tucumán presentó, el 28 de septiembre de 2017, la publicación "Historia del Municipio de Alderetes" del Dr. Daniel Antonio Jiménez, edición que integra, junto a otras ciudades de la Provincia, la colección Historia de los Municipios de Tucumán, siglos XIX y XX.

## Composición Demográfica
En sus orígenes la actual ciudad de Alderetes, estuvo integrado por la comunidad de aborígenes “Nunes”, españoles y criollos, entre ellos los Hermanos “Alderetes”.
Luego llegaron los denominados “gringos” en el período entre 1895 y 1930, quienes se dedicaron a la agricultura y curtiembres, entre otras actividades: las familias Bascary, Mendilaharzu, Constant, terratenientes todos de origen francés, que tenían su casa de campo en nuestra localidad. Otro contingente de pocas familias italianas Germano, Gianserra, Granelli, Corti, Silvestre y Sinescalco, también se incorporó al antiguo pueblo. También, en forma paulatina, llegaron familias españolas: Altamiranda, Avellaneda, Bustos, Rodríguez, Torres, Suárez, etc.
Entre los años 1846 y 1880, llegaron, al entonces pequeño poblado, indígenas del chaco santiagueño, entre ellos los Condorí, los Pastrana, a trabajar en las haciendas.
Durante las primeras décadas del Siglo XX, entre los años 1910 y 1918, se vivió en Argentina una fuerte oleada inmigratoria, como consecuencia de la caída del Imperio Turco Otomano. Muchos árabes ingresaron al país con apellidos españoles: Medina, Montero, González, García y otros, irregularidad que se debe a la poca paciencia de los empleados del puerto, quienes colocaban rápidamente cualquier apellido en la documentación para acelerar el trámite inmigratorio; por ejemplo, hay apellidos que pertenecen al mismo tronco familiar pero que están escritos de diferente manera, Morhell, Murhell, Murhey, son, en realidad, parientes, hermanos o primos. Trajeron el islam, el idioma árabe y, en reuniones semanales con el patriarca del clan, se leía el Corán, entre otras actividades. Llegaron a nuestro Alderetes las familias Sleiman, Silman, Neme, Ale, Murhell, Morhell, Brahim, Murhey, Ases, Asaf, Salomón, Abraham, Hassam, Hasun, Issa, Soilice, Dande, Ganen, Lebbos, Mafud, Maruf, Namur, Chaván, Posleman, Ismael, Alí y muchos otros.
Entre 1930 y 1940, como consecuencia de la Primera Guerra Mundial y la Guerra Civil Española, muchas familias españolas abandonaron Europa en búsqueda de parientes, trabajo y, sobre todo, paz. Se destacan los:Altamiranda, Antúnez, Arellano, Argañaraz, Artero, Avellaneda, Belmonte, Blasco, Banegas, Benegas, Bustos, Caldas, Cano, canelo, Contreras, Décima, De Haro, Fernández, Hernández, Herrera, Ibañez, Juárez, Lozano, Martínez, Medina, Mendiara, Monteros, Moyano, Mayol, Nieto, Orellana, Ortiz, Paz, Páez, Pérez, Pedraza, Peralta, Prieto, Prado, Rodriguez, Rojas, Romano, Ruiz, Serna, Sánchez, Silva, Soria, Torres, Venegas, y muchos más.
A posteriori, los descendientes de españoles experimentaron una “criollización” e iniciaron un proceso de afincamiento en Alderetes; generaciones cuyos apellidos más conocidos son: Acosta, Acuña, Agüero, Aguilera, Amaya, Andrada, Artaza, Almaraz, Avila, Ayala, Bacas, Barraza, Barrientos, Barrera, Barros, Bustamante, Cáceres, Casares, Cancino, Cajal, Carrizo, Ceballos, Cejas, Cisneros, Concha, Corvalán, Coronel, Correa, Costilla, Chávez, Díaz, Doao, Dorado, Escobar, Farias, Figueroa, Frias, Gandia, Garcia, Gerez, Gómez, González, Graneros, Herrera, Ibañez, Jaime, Jerez, Jiménez, Juárez, Lazarte, Llanos, Liendo, Lobo, López, Luna, Maldonado, Mansilla, Martínez, Medina, Melián, Millares, Monteros, Morales, Leiva, Navarro, Palacios, Pavón, Paz, Páez, Peralta, Pereyra, Pérez, Reyes, Rosales, Reynoso, Rodríguez, Ruiz, Saldaño, Soria, Sosa, Suárez, Trejo, Torres, Vargas, Vásquez, Vergara, Verdejo, Villa, Villagra, Vizcarra y muchos más.

## Instituciones Educativas de Gestión Oficial
Nivel Primario: Escuela Fray Manuel Pérez, Escuela N.º 110 Celedonio Gutiérrez, Escuela N.º 284 República de México (Las Piedritas), Escuela Federalismo Argentino, Escuela Niñez Tucumana, Escuela Divino Niño, Adolfo Alsina (Boca del Tigre), Almafuerte (El Talar). Nivel Secundario: Escuela Media de Alderetes, Escuela Media Los Gutiérrez, Escuela Secundaria Barrio Rincón del Este, Escuela Media Bº El Corte.
Instituciones de Gestión Privadas, Niveles Primario, Secundario, Terciario: Colegio San Vicente de Paúl, Instituto Privado Rivadavia, Colegio San José Obrero.
Orientación Técnica: Misión Monotécnica N.º 43 El Corte e ing. Leales, en edificio de antigua Escuela N.º 110.
Jardines Materno-Infantil: Principitos, 3 Soles, Lunita Traviesa, Rincón de Luz.

## Cultura
Desarrollan sus actividades diversas instituciones culturales y artísticas: Academias de Danzas Folklóricas Amanecer de Malambo, El Bagual, Ayankumanta, La Donosa de Rosario, La Salamanca, Los Yupanqui, Gaucho Norteño, La Querencia, Peumayén, Renacer Norteño, El Paisano, El Tropel, Huayradanza, Huellas de Zamba, Amanecer de mi Patria, Malambo en la sangre.
Agrupaciones Tradicionalistas: Francisco "Pancho" Medina, fundada el 19 de mayo de 1994; Sagrada Familia del Gaucho Carlos Gerez y La Querencia de Rodrigo Sánchez.
Academia Costumbres Árabes, Yuhana Yussuf y Aisha.
El 10 de noviembre de 1994 nace la canción: "La que Nunca Duerme", que identifica a esta ciudad, interpretada por el Dúo Tucumán, letra de Gustavo Ale y Federico Osorio.
En el año 2000, se realiza por primera vez en Plaza 24 de Septiembre, el Septiembre Cultural y Musical, por impulso del entonces Director de Cultura, Leopoldo Salomón.
En el año 2006 se realizó el primer Alderetes Rock, para promover el rock nacional y otros géneros. 
Cabe destacar  que la Academia de Canto e Instrumento Prof. Martín Flores dio lugar al nacimiento de talentos artísticos de nivel nacional: Dúo Tucumán, Los Sembradores, Embrujo de Luna, Lautaro Rocha, entre otros.
Artistas como el dibujante Fernando Orieta, la escultora Liliana Lucena, la artista plástica Carla Juárez, entre otros.
Orquesta de Escuela B° Rincón del Este

## Deportes
Club Social y Deportivo Villa de Alderetes, Club Ateneo Parroquial Alderetes, Club Municipal, A.F.I.C.A. Asociación de Fútbol Infantil Ciudad de Alderetes, Club Los Tehuelches, Club Nahuel Huapi, A.D.R.A. Asociación Deportiva Recreativa de Alderetes, Club Social y Deportivo El Progreso, El Corte Fútbol Club, ACUVEC, Equipos barriales Villa Nueva, la Belgrano, San Jorge, La Merced, etc. 
Escuela de Artes Marciales Chino y Yoga "Tierra del Fuego", Escuela de Karate Sakura Dojo, Escuela de Kung Fu, Escuela de Boxeo, Escuela de Vóley, Escuela de Hockey, Equipo de Baseball "Duendes", Gimnasia Rítmica y talleres de Zumba.
Alderetes es cuna de una gran cantidad de jugadores de ajedrez, que destacaron en categorías juveniles. Dos de los cuales obtuvieron Elo Fide (Ranking Internacional de ajedrez): Lautaro Escobar (1800) y Hernán Martínez (1693)

## Religión
Parroquia Sagrada Familia (culto cristiano católico) y sus diferentes Capillas: Nuestra Señora de Fátima (Los Gutiérrez), Nuestra Señora del Rosario (Bº Islas Malvinas), Nuestra Señora de la Merced (BºRincón del Este), Capilla de Nuestra Señora del Valle (Bº San Martín de Porres), Capilla San Miguel Arcángel (La Calera), Gruta de Nuestra Señora del Valle (Las Piedritas), Gruta de Nuestra Señora de Guadalupe (Bº Central Norte), Gruta de Nuestra Señora de Luján (B° Independencia).
Congregación Hermanas de la Compañía de la Cruz con su convento bendecido en octubre de 2007, por mons. Luis Villalba, por entonces Arzobispo de Tucumán y párroco Pbro. Raúl Olea. Tienen bajo su responsabilidad el Centro de Dia "Santa Ángela", que trabajan y se entregan al servicio de los más pobres y marginados, la vida de las Hermanas de la Cruz es de gran sacrificio, promoviendo actividades para niños, jóvenes, personas con discapacidad, visitan y asisten a enfermos.
Iglesia Evangélica "Una Esperanza de Vida", "Templo de la Restauración", "Misión Cristiana Evangélica Pentecostal", "Iglesia Luz de Vida", "Ministerio Evangelístico "Camino de Santidad", Testigos de Jehová, Iglesia Mormona de los Santos de los Últimos Días e Iglesia Adventista del 7° día.

## Organizaciones sociales
Asociación de Bomberos Voluntarios de Alderetes, Crecer en Unión y Solidaridad - CREEUNSOL (Bº Los Álamos), Centro Vecinal Bº San Nicolás, Centro Cultural Belgrano (B° La Merced), Centro Vecinal Bº Independencia, Centro Vecinal Bº Nueva Esperanza (Cáritas), Centro de Jubilados y Pensionados Provinciales "Caminemos Juntos", y Centro de Jubilados y Pensionados Nacionales. Fundacion de la Mujer Alderetense. (Lavalle -45 Barrio El Bosque) )
Cocinas Comunitarias Lourdes, Camino de Lucha, etc.
Fundación Casa de la Mujer alderetense